# Platypelis ravus
Platypelis ravus  — вид земноводних роду Platypelis родини Microhylidae.

## Назва
Видова назва ravus походить від латинського ravus, що означає сіро жовтий, з посиланням на вентральне забарвлення цього виду.

## Опис
Тіло завдовжки 17-19 мм.

## Поширення
Вид є ендеміком Мадагаскару. Поширений на півночі країни у Національному парку Марожежі. Населяє тропічні та субтропічні низовинні дощові ліси.